# Jennifer Penney
Jennifer Penney (Vancouver, 5 aprile 1946) è un'ex ballerina canadese, prima ballerina del Royal Ballet dal 1970 al 1988.

## Biografia
Nata e cresciuta nella Columbia Britannica, cominciò a studiare danza a undici anni sotto la supervisione di Gweneth Lloyd e Betty Farrally, prima di trasferirsi a Londra per perfezionarsi presso la Royal Ballet School. Nel 1963 fu scritturata dal Royal Ballet, di cui divenne prima ballerina nel 1970.
Molto apprezzata per le doti recitative, tecnica e sensualità, Penney si distinse soprattutto come interprete dell'opera di Kenneth MacMillan, che la scelse come prima interprete di numerosi dei suoi balletti, tra cui I sette peccati capitali (1973), Elite Syncopations (1974), Four Seasons (1975), La Fin du Jour (1979), Gloria (1980) e Orpheus (1982). Quando Antoinette Sibley si ammalò durante le prove in vista della prima de L'histoire de Manon, la Penney le subentrò e MacMillan creò parte della coreografia per la protagonista proprio per la danzatrice canadese. Per MacMillan danzò anche il ruolo di Giulietta nel balletto di Sergej Prokof'ev.
Nel corso della sua carriera danzò anche coreografie di Hans van Manen e John Neumeier, mentre tra i suoi altri ruoli si annoverano Aurora ne La bella addormentata, Clara ne Lo schiaccianoci di Nureev e diverse parti in Song of the Earth, Pomeriggio di un fauno, In the Night e Symphonic Variations. Nel 1987 danzò con il Royal Ballet in una tournée dell'Unione Sovietica, durante la quale Jurij Grigorovič la definì "la migliore ballerina dall'Inghilterra dai tempi di Margot Fonteyn".
Diede il suo addio alle scene nel 1988.